# Gomphichis
Gomphichis es un género de orquídeas de hábitos terrestres. Tiene 24 especies. Es originario de Sudamérica.
Fue publicado por John Lindley en The Genera and Species of Orchidaceous Plants, 446, en 1840.  El tipo de especie es Gomphichis goodyeroides Lindley.El nombre del género proviene del griego Gomphos,  en alusión al formato de la columna de sus flores.
Tiene veinticuatro especies robustas de hábito terrestre, en ocasiones epífitas, que conforman este género que se desarrolla en el este de América del Sur,  de la Guayana a Bolivia y también en algunos países del sur de Centroamérica. Viven en bosques secundarios en las montañas y laderas, entre 1700 y 3000 metros.  Dos especies existen en el Monte Roraima, en la frontera de Brasil con Venezuela, y también se encuentran en el estado brasileño del mismo nombre.
Tienen raíces fibrosas, fasciculadas, con muchas hojas coriáceas, pecioladas, basales, grandes, formando una roseta. La inflorescencia apical es larga y delgada, con muchas pequeñas flores  de color verdoso o ligeramente amarillento, con el labelo unguiculado.  Los sépalos y pétalos son libres. 

## Especies seleccionadas
1. Gomphichis adnata (Ridl.) Schltr., Repert. Spec. Nov. Regni Veg. Beih. 6: 61 (1919).
2. Gomphichis alba F.Lehm. & Kraenzl., Bot. Jahrb. Syst. 26: 500 (1899).
3. Gomphichis altissima Renz, Candollea 11: 253 (1948).
4. Gomphichis bogotensis Renz, Candollea 11: 247 (1948).
5. Gomphichis brachystachys Schltr., Repert. Spec. Nov. Regni Veg. Beih. 7: 52 (1920).
6. Gomphichis caucana Schltr., Repert. Spec. Nov. Regni Veg. Beih. 7: 53 (1920).
7. Gomphichis cladotricha Renz, Candollea 11: 256 (1948).
8. Gomphichis crassilabia Garay, Opera Bot., B 9(225: 1): 147 (1978).
9. Gomphichis cundinamarcae Renz, Candollea 11: 252 (1948).
10. Gomphichis goodyeroides Lindl., Gen. Sp. Orchid. Pl.: 447 (1840).
11. Gomphichis gracilis Schltr., Repert. Spec. Nov. Regni Veg. Beih. 6: 29 (1919).
12. Gomphichis hetaerioides Schltr., Repert. Spec. Nov. Regni Veg. Beih. 7: 54 (1920).
13. Gomphichis koehleri Schltr., Repert. Spec. Nov. Regni Veg. Beih. 9: 50 (1921).
14. Gomphichis lancipetala Schltr., Repert. Spec. Nov. Regni Veg. Beih. 7: 54 (1920).
15. Gomphichis longifolia (Rolfe) Schltr., Repert. Spec. Nov. Regni Veg. Beih. 10: 60 (1922).
16. Gomphichis longiscapa (Kraenzl.) Schltr., Repert. Spec. Nov. Regni Veg. Beih. 9: 125 (1921).
17. Gomphichis macbridei C.Schweinf., Bot. Mus. Leafl. 9: 58 (1941).
18. Gomphichis plantaginea Schltr., Repert. Spec. Nov. Regni Veg. Beih. 9: 50 (1921).
19. Gomphichis plantaginifolia C.Schweinf., Bot. Mus. Leafl. 11: 217 (1944).
20. Gomphichis scaposa Schltr., Repert. Spec. Nov. Regni Veg. Beih. 7: 55 (1920).
21. Gomphichis steyermarkii Foldats, Acta Bot. Venez. 3: 331 (1968).
22. Gomphichis traceyae Rolfe, Bull. Misc. Inform. Kew 1916: 78 (1916).
23. Gomphichis valida Rchb.f., Xenia Orchid. 3: 20 (1878).
24. Gomphichis viscosa (Rchb.f.) Schltr., Repert. Spec. Nov. Regni Veg. Beih. 6: 51 (1919).